# Knut Kristiansen

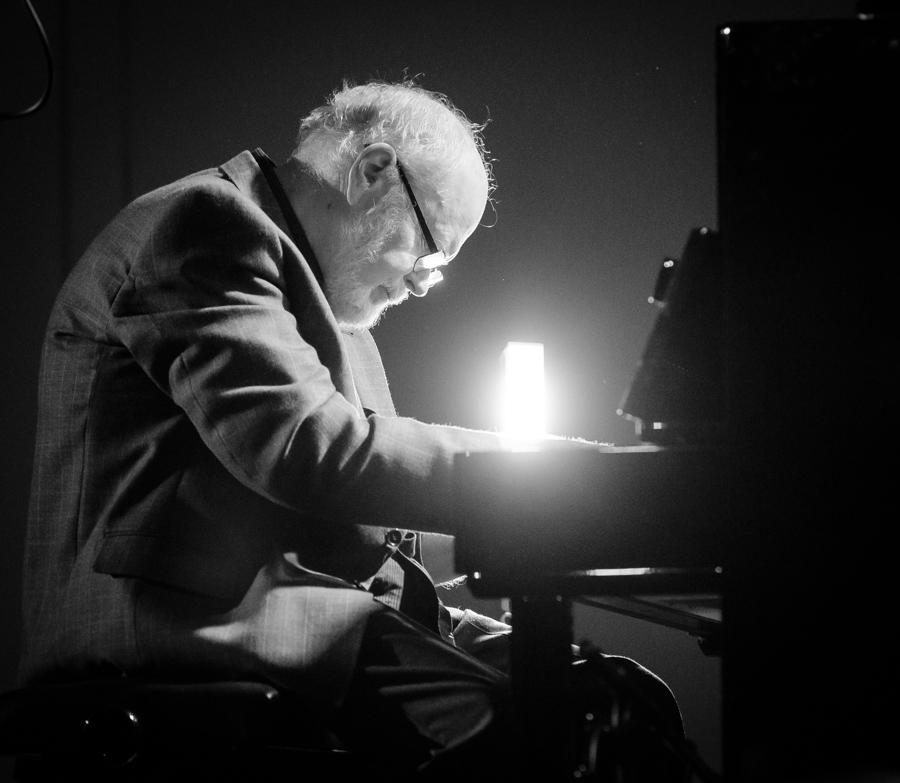
Knut Kristiansen, 2017

Knut Kristiansen (* 14. April 1946 in Bergen) ist ein norwegischer Jazzpianist.

## Werdegang
Kristiansen begann seine Laufbahn als Jazzmusiker Ende der 1960er Jahre, als er mit der Sängerin Mette Rongved und dem Bassisten Sture Janson auftrat. In den 1970er Jahren war er Mitglied mehrerer Jazzbands in Bergen wie Lyderhorn (seit 1972), Askøygruppen, Octopus und Piasawa (1976–77).
1979–80 leitete er ein Quintett mit Per Jørgensen, dem auch Tore Brunborg angehörte. Von 1980 bis 1983 war er Mitglied der Gruppe Steam. Daneben spielte er Ethno-Jazz und Salsa mit den Gruppen Son Mu (1981–87) und Salsa Pati (1985–87).
Auf dem Album Day and Night von 1985 spielte Kristiansen Mainstream-Jazz, der von Thelonious Monk beeinflusst war. 1989 wurde beim Kongsberg Jazzfestival sein „Requiem“ aufgeführt; die Aufführung wurde 1991 auf CD veröffentlicht. Kristiansen leitete 1987 das Monk Memorial Concert in Kongsberg und dessen Wiederholung 1988 in Bergen.
Seit 1989 leitete Kristiansen verschiedene Gruppen, die sich mit dem Werk von Thelonious Monk beschäftigten – ab 1992 unter dem Namen Monk's Music. Mit dieser nahm er zwischen 1993 und 1995 das Album Monk Moods bei Odin auf  und gab 1997 beim Oslo Jazzfestival das Konzert A Tribute to Monk. Er wurde 1983 mit dem Buddyprisen und 1990 mit dem Vossajazzprisen ausgezeichnet.